# Пацаны (фильм, 1983)
«Пацаны» — советская драма 1983 года режиссёра Динары Асановой по сценарию Юрия Клепикова. Снят Первым творческим объединением киностудии «Ленфильм». Впервые был показан на Московском международном кинофестивале в июле 1983 года. В широкий прокат картина вышла 5 ноября 1983 года.
В апреле 1984 года занял второе место в списке «лучших фильмов 1983 года» по мнению читателей журнала «Советский экран», уступив первое место картине «Вокзал для двоих». Помимо этого актёр Валерий Приёмыхов был назван в числе «лучших актёров года». В мае 1984 года получил первый приз по разделу фильмов для детей и юношества на XVII Всесоюзном кинофестивале в Киеве. Летом 1984 года получил приз жюри на XIX Всесоюзной неделе фильмов для детей в Алма-Ате. 11 сентября 1984 года режиссёр Динара Асанова и драматург Юрий Клепиков были удостоены премии имени Ф. Э. Дзержинского. В сентябре 1984 года фильм получил премию, а актёр Приёмыхов — награду за лучшее исполнение мужской роли на Международном кинофестивале молодых кинематографистов социалистических стран в Кошалине (Польша).

## Сюжет
Фильм начинается как документальный: подростки — будущие герои картины отвечают на вопросы: «Мог бы ты ударить человека?», «Что такое добро?» и тому подобное.
Затем показан суд над 15-летним Вовой Киреевым — воришкой, которому угрожает реальный тюремный срок. По сути мальчик стал жертвой неблагополучной среды. Мальчика привозят в суд в «воронке́» из СИЗО. За него вступается Павел Антонов, свидетель на суде. В последнем слове мальчик просит суд «дать ему поменьше», и в протоколе отмечают, что он раскаялся.
Павел Антонов (Валерий Приёмыхов) — начальник летнего спортивно-трудового лагеря, выпускник Ленинградского института физкультуры, собрал «трудных» подростков, многие из которых состояли на учёте в милиции, а юного героя он взял на поруки прямо из зала суда, где тому был объявлен приговор — два года лишения свободы с предоставлением отсрочки сроком на один год. Они едут поездом в летний лагерь. Фильм показывает жизнь неблагополучных ребят, их поведение и реакции на происходящие события, отношения к родителям, женщине, взрослым, их творческую и спортивную активность.
В лагере проживают в палатках, практикуется традиционный «общественно-полезный труд» для этого сезона — прополка полей и другое. Основное развлечение в лагере — вечерние танцы, в честь которых начальник лагеря каждый раз запускает ракету. Фильм заканчивается тем, что при очередном объявлении танцев обнаруживается что ракетница пропала. Выясняется, что взял её Вова Киреев, чтобы отомстить отцу. Его отец, чтобы порадовать свою сожительницу, обстриг свою дочь — сестру главного героя; из-за этого та отравилась газом. Весь контингент лагеря отправляется в погоню в направлении железнодорожной станции за Киреевым.
Игровые сюжеты в фильме с симуляцией приступа аппендицита и хулиганским приставанием к влюблённой парочке заимствованы из более раннего фильма «Ваши права?».

## В ролях
- Валерий Приёмыхов — Павел Васильевич Антонов, начальник летнего спортивно-трудового лагеря для трудных подростков
- Андрей Зыков — Вова (Владимир Иванович) Киреев
- Ольга Машная — Маргарита Ивановна Киреева «Марго», сестра Вовы
- Сергей Наумов — Саша Белоусов
- Евгений Никитин — Олег Павлович Куренной
- Олег Хорев — Андрей Зайцев
- Александр Совков — Рублёв
- Александр Харашкевич — Борис Шмырёв
- Алексей Полуян — Синицын
- Виктор Михеев — командир отряда «Славян»
- Юлиан Груздев — командир отряда «Авангард»
- Владимир Гусев — командир отряда «Спартанцев»
- Екатерина Васильева — мать Зайцева
- Зиновий Гердт — судебный заседатель
- Сергей Лосев — Василий Васильевич, тренер
- Юрий Мороз — Костя
- Марина Левтова — подруга Кости

## Съёмочная группа
- Автор сценария — Юрий Клепиков[2]
- Режиссёр-постановщик — Динара Асанова
- Оператор-постановщик — Юрий Векслер
- Художники-постановщики — Наталья Васильева, Владимир Светозаров
- Композитор — Виктор Кисин, Виталий Черницкий
- Звукооператор — Алиакпер Гасан-заде
- Автор текстов песен — Виктор Большаков (исполняет Виталий Черницкий)[2]
- Симфонический оркестр Ленинградской государственной филармонии, дирижёр — Павел Бубельников[2]

## Съёмки фильма
В фильме воссозданы жизнь, быт и проблемы так называемых «трудных» подростков, проводящих лето в спортивно-трудовом лагере. Создатели картины размышляют о методах воспитания этих ребят, об ответственности юных за свои поступки.
Фильм основан на реальных событиях: почти 15 лет назад молодой ленинградец Сергей Алексеев собрал мальчишек, состоявших на учёте в детских комнатах милиции, и увёз их на лето в спортивно-трудовой лагерь «Прометей», чтобы они попробовали себя в полезных делах. Эксперимент удался: большинство ребят усвоили урок, преподнесённый им. Ленинградские кинодокументалисты во главе с режиссёром Михаилом Литвяковым сняли об этом фильм под названием «Трудные ребята» (1966). Режиссёр Динара Асанова и сценарист Юрий Клепиков посмотрели этот фильм, побывали в самом лагере, а после встречались с юристами, социологами, сидели в судах и разговаривали с «трудными» подростками.
По словам режиссёра Асановой, большинство ребят, снявшихся в роли воспитанников лагеря, были не профессиональными актёрами, а «трудными» подростками, у которых было по несколько приводов в милицию. Создатели фильма поставили перед собой цель: заглянуть в их внутренний мир и помочь им разобраться в самих себе. Картина о детях адресована прежде всего взрослым и призвана заставить их по-новому подумать о проблеме, которая будет существовать, если они будут проходить мимо неё и будут надеяться на школу, милицию и другие организации.
В процессе съёмок помогал сценарист Клепиков и ленинградский тележурналист Владимир Коновалов, ведущий телепередачи «Ситуация» про «трудных» подростков. Спортивно-трудовой лагерь был выстроен на берегу реки в посёлке Мельниково (Räisälä), Приозерский район, под Ленинградом. Подростки почти не замечали камеры оператора Юрия Векслера, они смотрели на начальника лагеря Павла Антонова, который по ходу фильма стал для них другом и авторитетом.

## Критика
В 1983 году в сентябрьском номере журнала «Спутник кинозрителя» кинокритик Мирон Черненко заключил, что «возвращение в люди» этих сбитых с пути пацанов — «задача высокой сложности, но всё же разрешимая».
В октябрьском номере журнала «Советский экран» кинокритик Александр Липков отметил, что в финале фильма за укравшим ракетницу Киреевым бегут все вместе, всем лагерем, значит труд Антонова не напрасен.
А в октябрьском номере журнала «Искусство кино» кинокритик Татьяна Хлоплянкина заметила, что перед нами очередная картина Асановой, «снятая методом импровизации и разыгранная непрофессиональными актёрами». В «Пацанах» в каждом кадре присутствует авторское отношение к действительности: несмотря на то, что мальчишкам предоставлена возможность играть самих себя, авторы готовы в любой момент прервать рассказ, чтобы высказать свою мысль. По мнению автора, фраза Антонова «надо спасать!» стала главным лейтмотивом фильма: когда он выступал на суде в защиту Киреева, когда выручал Шмыря из милиции, когда усмирял подростков после разгрома лагеря, когда спасал Киреева от покушения на жизнь отца в сцене финального бега.

## Издание на видео
В России в 1990-е годы «Студия 48 часов» выпускала этот фильм на видеокассетах VHS.
В 2000-е годы фильм отреставрирован и выпущен на DVD изданием «Крупный план».

## Рецензии
- Милосердова Н. Пацаны. Художественный фильм // РусскоеКино. Ру. — 01.10.2008.

Выпуск программы «Пусть говорят» от 3 апреля 2014 года называется «Пацаны: 30 лет спустя». В этом выпуске показаны актёры, снявшиеся в фильме и люди, причастные к его созданию.
Песню «Сколько я бродил…», прозвучавшую в фильме, впоследствии перепел известный в 1990-е годы исполнитель «дворовых песен» Петлюра (Ю. Барабаш). Эту песню можно услышать на его альбоме 1994 года «Налётчик Беня».